# Pamětní háj Lyndona Bainese Johnsona na řece Potomac
Pamětní háj Lyndona Bainese Johnsona na řece Potomac se nachází na ostrově Columbia (v roce 1968 byl přejmenován na Lady Bird Johnson Park), ve Washingtonu, DC. Památník je postaven na počest 36. prezidenta Spojených států Lyndona B. Johnsona.
Památník se skládá ze dvou částí: první část (pamětní) tvoří texaský žulový monolit, kolem kterého se hadovitě vinou cestičky a stezky. Druhou část tvoří travnatá louka, která je příhodným místem pro rozjímání. Stezky, lemované azalkami a rododendrony, vedou mezi stovkami bílých borovic a dřínů. Památník leží na břehu řeky Potomac, odkud je výhled na město Washington.
U vchodu do parku s výhledem na Pentagon si mohou návštěvníci poslechnout nahrávku Lady Bird Johnsonové. První dáma v ní hovoří o vytvoření parku, o stromech v něm a o pohledu na význačné památky Washingtonu DC.
V parku stojí také památník Navy-Merchant Marine Memorial věnovaný námořníkům a členům obchodního námořnictva, kteří zahynuli v první světové válce.

## Historie
Národní památník byl schválen Kongresem 28. prosince 1973 (jedenáct měsíců po Johnsonově smrti 22. ledna) a administrativně zapsán do Národního registru historických míst téhož dne. Pomník byl dedikován v dubnu 1976. Je spravován National Park Service jako součást George Washington Memorial Parkway.

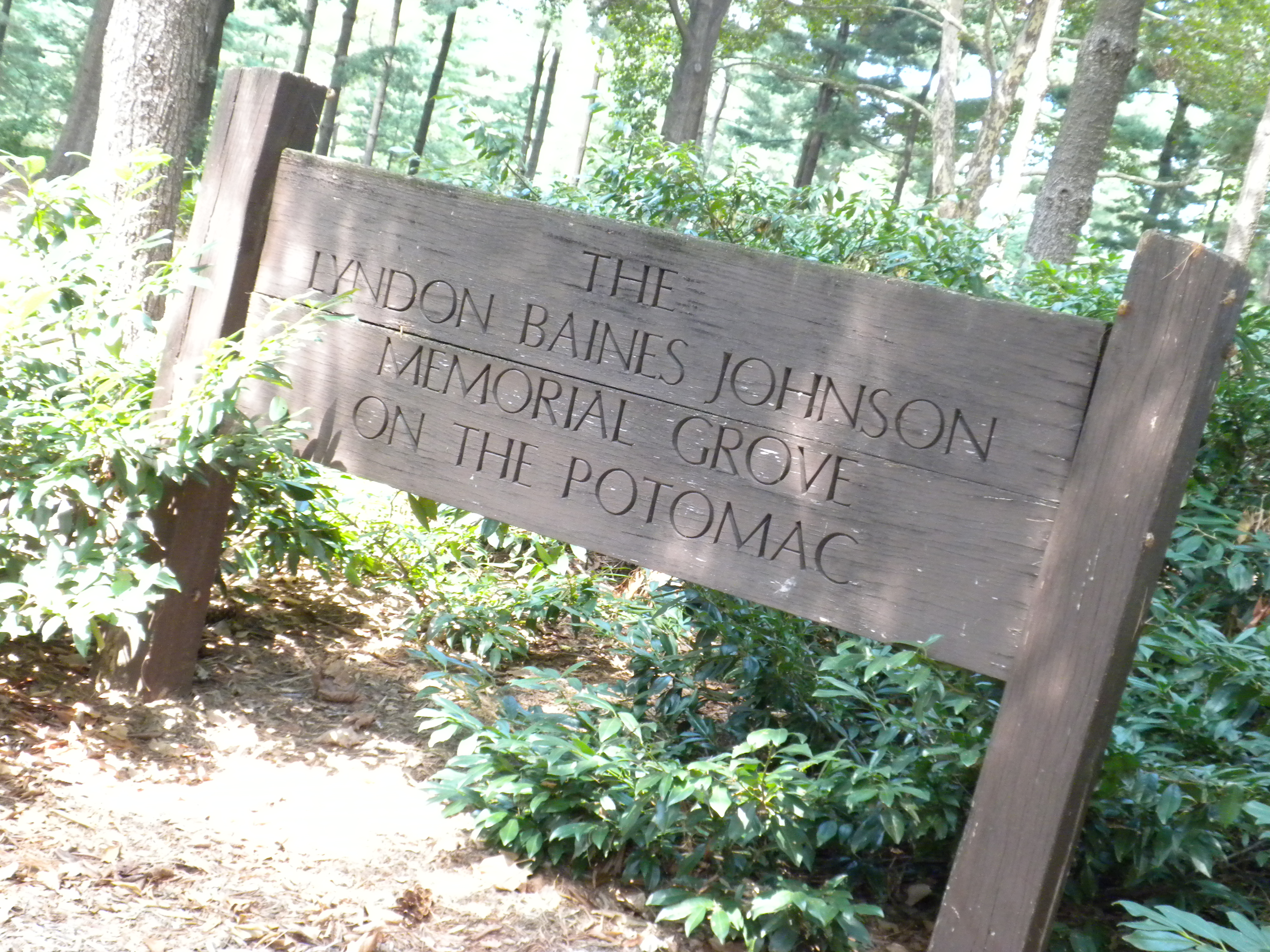
Vstup do pamětního háje